# Verghina
Verghìna (in greco moderno Βεργίνα, /verˈʝina/) è una frazione del comune greco di Veria, nella regione della Macedonia.
Si trova a circa 12 km da Veria, capoluogo della prefettura e sede del comune; a 75 km da Salonicco, capoluogo della regione; e a 515 km dalla capitale Atene. È collocata sulle pendici dei Monti della Pieria (2.193 metri). Secondo i dati del censimento del 2001, la popolazione è di 2.478 abitanti. Verghina era sede dell'omonimo comune, abolito con il Programma Callicrate nel 2011, quando fu accorpata a Veria.
Verghina è nota principalmente in quanto attigua a uno dei più importanti siti archeologici della Grecia, identificato con i resti dell'antica Ege (greco Αἰγαί, latino Aegae), prima capitale del Regno di Macedonia, poi trasferita a Pella, pur rimanendo il luogo di sepoltura dei sovrani.

## Storia
Verghina, al giorno d'oggi, è uno dei più importanti luoghi archeologici della Grecia. Prende il nome da una leggendaria regina morta suicida nel fiume Aliacmone, dove si era gettata per non cadere nelle mani dei turchi.
Il paesino è diventato famoso nell'autunno del 1977 con la scoperta della tomba di Filippo II, cosa che ha dimostrato, senza ombra di dubbio, che la prima capitale della Macedonia antica, Aigài (Ege), è da identificare proprio in Verghina.
Nel 336 a.C. vennero ivi celebrate le nozze tra Cleopatra di Macedonia, figlia proprio del celebre re Filippo II e sorella di Alessandro Magno, e Alessandro I, detto il Molosso, sovrano dell'Epiro.
Dal I secolo d.C. la città venne abbandonata; da allora, il nome Aigài non apparve più e fu sostituito con Palatitsia, nome che compare la prima volta nel XIV secolo e probabilmente ha a che fare con le rovine dei palazzi adiacenti.

### Mito
Secondo la mitologia, Archelao, figlio di Temeno, dopo essere stato cacciato da Argo, si recò in Macedonia per aiutare il re Cisseo ad affrontare i suoi nemici, ma, giunto a destinazione, il re cercò di assassinarlo. Archelao, a questo punto, uccise Cisseo e scappò seguendo, secondo l'oracolo, una capra (in greco: αἶξ, αἰγός). Ove la capra si fermò, egli fondò la città di Aigài; essa fu la prima capitale dei macedoni fino al 399 a. C., quando fu sostituita da Pella.
Tuttavia i re macedoni continuarono ad essere sepolti nella prima capitale, fatto su cui si è basata l'identificazione di Verghina con Aigài.

## Archeologia

### Necropoli
L'area della necropoli, situata tra i villaggi Palatitsia e Verghina, si estende per più di un chilometro quadrato e comprende più di trecento tumuli, tutti situati verso sud. Il loro diametro può variare da 15 a 20 metri, l'altezza da 0,50 a 1,00 metri, ma ve ne possono essere alcuni che superano queste misure in larghezza o in altezza. Le ricerche archeologiche hanno mostrato che il tumulo più antico risale all'Età del ferro (1000-700 a.C.) e quello più recente è del periodo ellenistico.

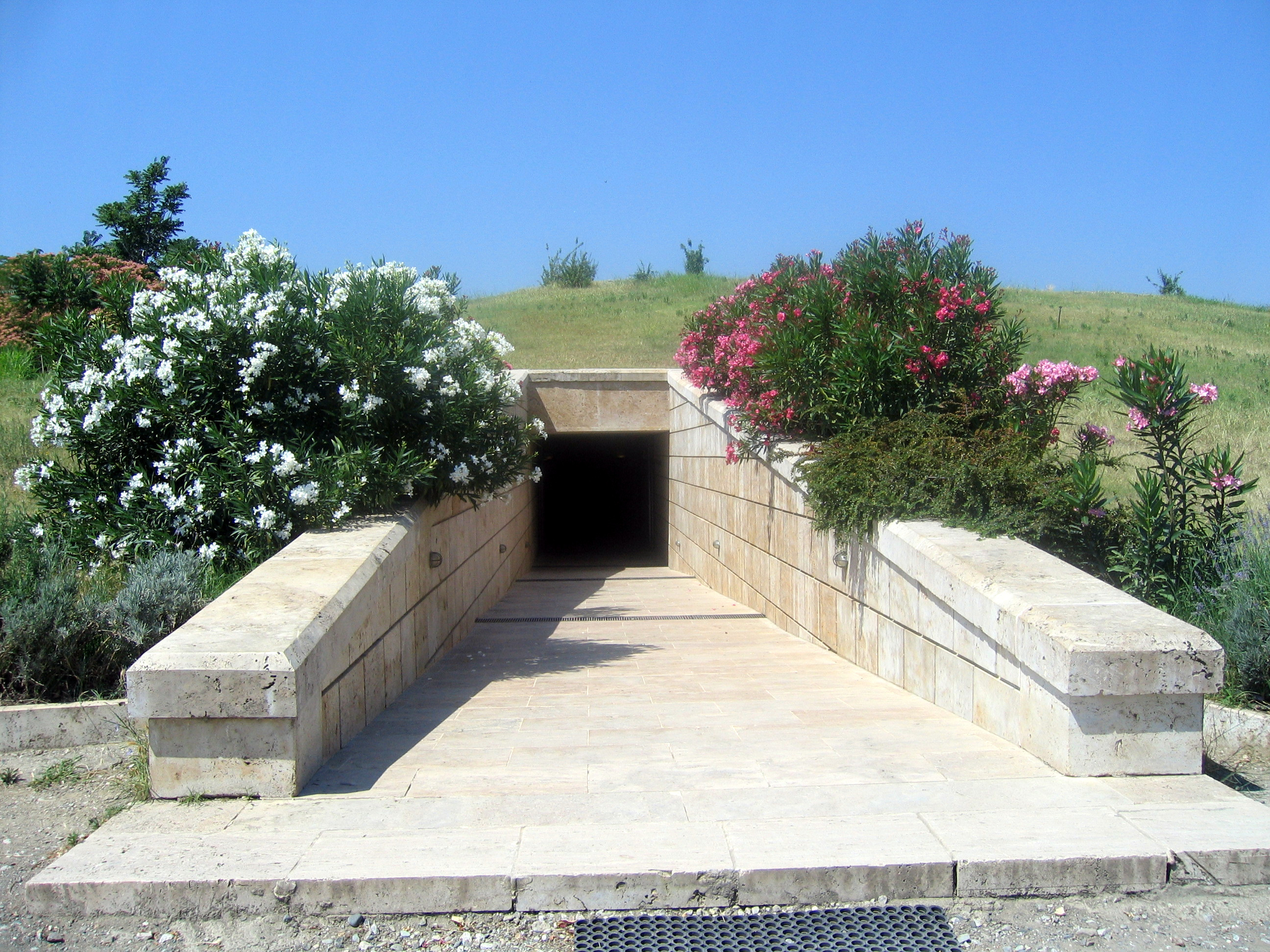
L'entrata del museo del Grande tumulo a Verghina

Le tombe macedoni sono in genere formate da camera a volta, facciata architettonica con porta monumentale, corridoio e tumulo. Questo tipo di impostazione strutturale è simile a quella dei tholoi micenei, come anche i corredi funerari che sono stati trovati a Sindos, alla foce del Vardar, ad est di Verghina, conservano in età arcaica il rituale della maschera d'oro. Questi dati, unitamente alle continue esaltazioni e ai riferimenti alle discendenze argive da parte della famiglia reale macedone, ci danno la certezza che la popolazione dorica, dopo aver sostanzialmente accettato gran parte delle strutture e usanze civili di Micene, le abbia mantenute in uso anche in Macedonia, mentre decaddero nel resto della Grecia.

### Palatitsia
In corrispondenza del luogo identificato come Palatìtsia, a due km dal villaggio di Verghina, nel 1855, l'archeologo francese Léon Heuzey, intraprese i primi scavi verso la parte orientale. Successivamente vennero condotti altri scavi, dando la possibilità di delineare in maniera precisa la pianta del complesso architettonico del palazzo imperiale.

### IlGrande tumulo
Manolis Andronikos, nel 1949, riuscì ad ottenere un incarico per Veria, che comprendeva anche l'area di Verghina. Egli esplorò nel 1952 il "Grande tumulo", un'altura che già dal secolo precedente attirò l'attenzione per il suo carattere artificiale. Si tenne conto dei frammenti di stele funerarie rinvenute in quel punto; queste, insieme all'abbondante cumulo di terra e pietrame, sarebbero state ammassate sulle tombe reali da Antigono Gonata con lo scopo di difenderle in seguito al saccheggio di Aigài da parte dei Galati al servizio di Pirro avvenuto intorno al 273 a.C. Gli scavi proseguirono nel resto dell'area cimiteriale fino al 1961.

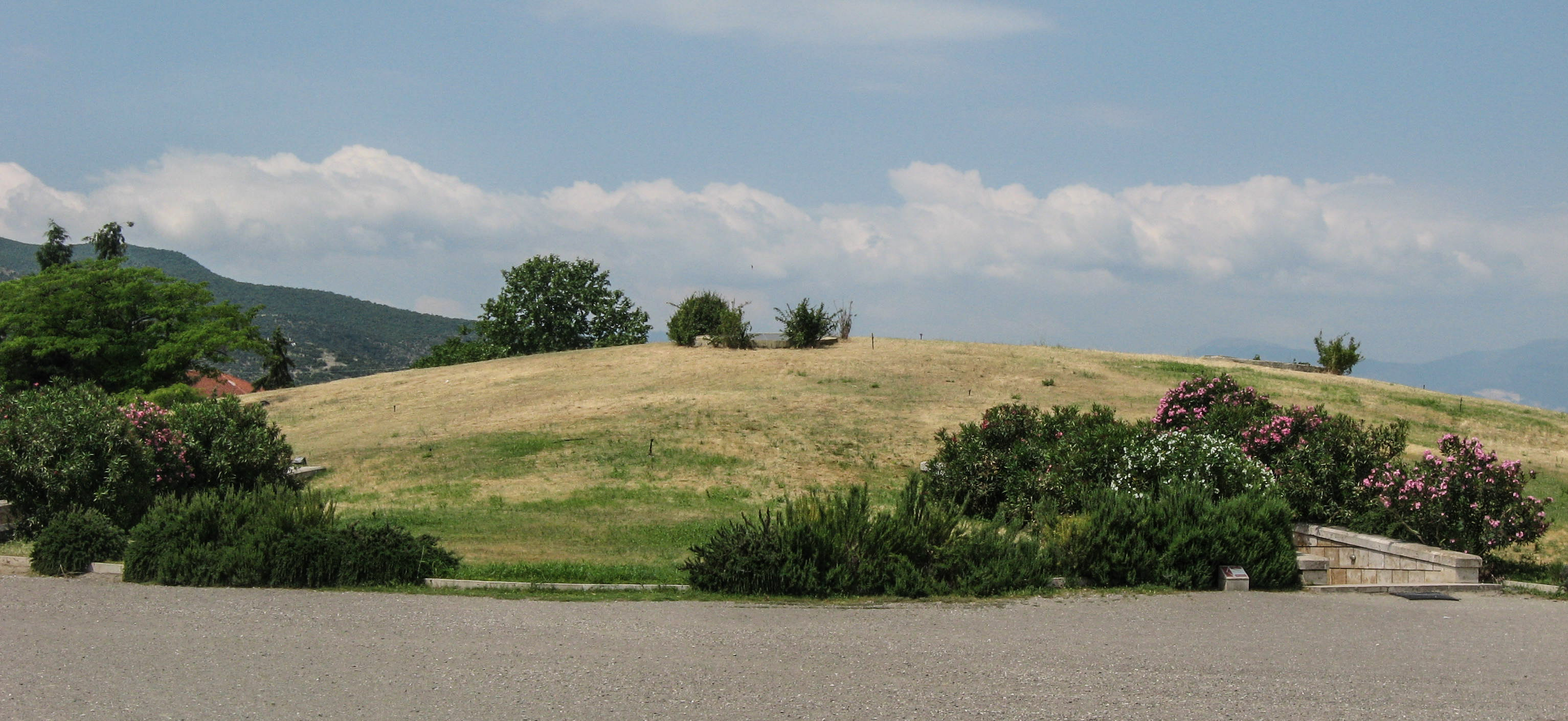
Il Grande Tumulo

Il 30 agosto del 1977 riprese l'esplorazione del tumulo direzione sud-ovest, dove venne rinvenuta la tomba del padre di Alessandro Magno, Filippo II (tomba II, contenente i resti ossei parzialmente cremati in grandi urne d'oro di un uomo e una donna identificati da Andronikos in Filippo e Meda di Odessa), vicino ad altre due tombe reali, la tomba attigua (tomba I) quella detta "di Persefone", forse originariamente di Nicesipoli, ma in cui furono rinvenuti alcuni resti di un uomo, e nei pressi un piccolo heroon, e quella, probabilmente, di Alessandro IV e Rossane (tumulo del principe o tomba III, contenente una piccola urna cineraria d'argento con frammenti ossei e ceneri); ma fu la prima a destare maggiore interesse, sia per l'alto valore storico e artistico e la preziosità del corredo, che per la sua conformazione. 

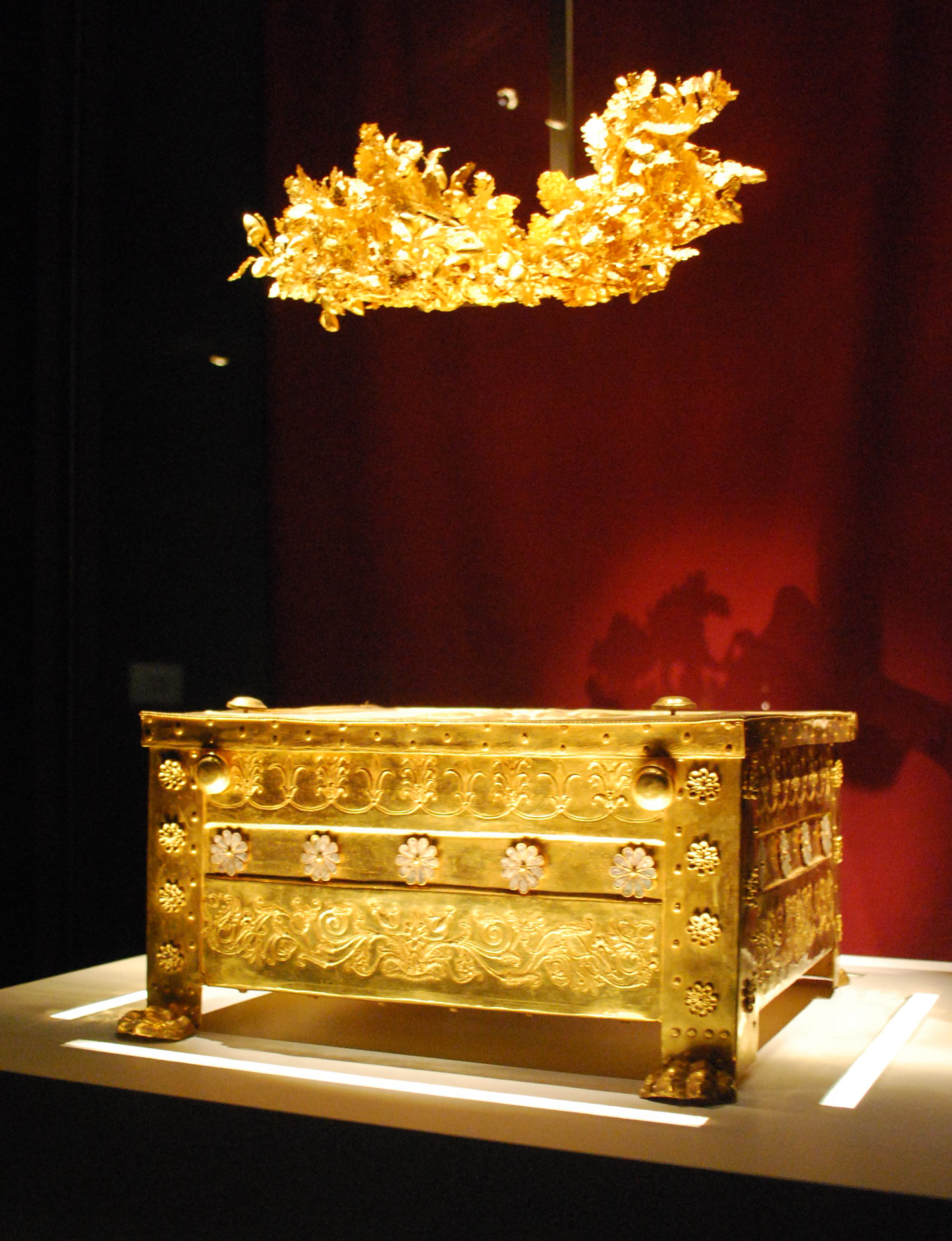
La ghirlanda e l'urna d'oro ("larnax", decorata con il Sole di Verghina a sedici raggi) dalla tomba attribuita a Filippo II.

Secondo alcuni nella tomba II sarebbe invece sepolto Filippo III Arrideo (altro figlio di Filippo III) con Euridice II (sua moglie e nipote), mentre Filippo II sarebbe nella tomba I, ma oggi gli archeologi tendono a scartarlo; egli sarebbe l'uomo inumato nella tomba I, oppure i resti sarebbero stati posti nella II ma in posizione secondaria rispetto al padre (i resti di Filippo III non sono stati identificati con certezza) e non furono rinvenuti, oppure il fratellastro di Alessandro sarebbe sepolto altrove ma con Euridice II e la madre di lei, Cynane (suocera e sorellastra di Arrideo), come riportato nelle fonti storiche. Chi sostiene che Filippo III ed Euridice II siano nella tomba principale di Ege, pensa che Filippo II sia stato traslato altrove (tomba I) dal re Cassandro.

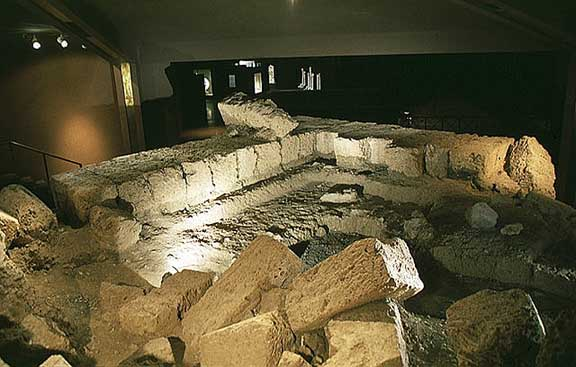
Resti dell'heroon

Altre tombe, riconducibili ai genitori di Filippo II (ad esempio alla madre Euridice I) e ad altri antenati di Alessandro, furono in seguito identificate dentro il tumulo.
Nelle tombe di Verghina, come anche ad Anfipoli, vi sono numerosi affreschi che rappresentano il ratto di Persefone da parte di Ade, probabilmente un classico motivo sepolcrale macedone. La tomba IV è attribuita al sovrano posteriore Antigono II Gonata.
Oggi nel tumulo restaurato sorge il Museo delle Tombe Reali di Aigai, dove accanto ai sepolcri sono esposti i reperti e anche lo scheletro ritenuto essere di Filippo.